# Untergang der Abu Nawal
Der Untergang der Abu Nawal ereignete sich am 9. April 2016 im Mittelmeer vor der Küste Ägyptens. Als von einem kleineren Schiff bei rauer See und starkem Wind illegale Migranten auf den in Rashid registrierten Trawler Abu Nawal gebracht wurden, kenterte dieser und es ertranken über 500 Menschen.

## Untergang
Menschenschmuggler versuchten am 9. April von einem hölzernen Fischerboot 150 bis 200 Migranten auf den Trawler Abu Nawal zu schaffen, auf dem bereits über 300 Migranten untergebracht waren. Aufgrund starken Seegangs und Windes sowie der Überladung des Schiffes schwankte das Schiff sehr stark und die Menschenmasse destabilisierte das Schiff, so dass es kenterte und sank. Die Schmuggler auf dem Holzboot versuchten noch, die Besatzung der Abu Nawal zu retten, bedrohten Migranten, die an Bord klettern wollten mit Messern und kappten Rettungsleinen, an denen sich Migranten festgeklammert hatten. Nachdem sie den Kapitän Salem und zwei Besatzungsmitglieder der Abu Nawal geborgen hatten, fuhren sie davon und ließen etwa 100 Migranten im Wasser treibend zurück. Statt Rettungskräfte zu verständigen, diskutierten die Schmuggler, ob man die noch an Bord befindlichen Migranten umbringen sollte.
Am 16. April ging bei der italienischen Küstenwache ein Notruf ein und der von der zuständigen griechischen Rettungsleitstelle verständigte, unter der Flagge der Philippinen fahrende, Massengutfrachter Eastern Confidence konnte noch Überlebende von einem Boot retten.
Unter den etwa 500 Opfern wurden 190 Somalier, 150 Äthiopier, 80 Ägypter und 85 Personen aus Sudan, Syrien und weiteren Ländern vermutet.

## Aufarbeitung
Da die Schmuggler den Migranten erklärt hatten, dass sie nach Ägypten zurückgebracht würden, wenn sie den wahren Abfahrtsort verraten würden, behaupteten sie bei Vernehmungen in Griechenland zunächst, dass das Schiff von Libyen aus losgefahren sei. So wurde es auch vom UNHCR in einer Pressemitteilung veröffentlicht.
Sieben Monate nach dem Untergang hatte noch keine nationale oder internationale Institution einen Schuldigen identifiziert oder auch nur eine offizielle Untersuchung eingeleitet.